# Chalcides ebneri
Chalcides ebneri là một loài thằn lằn trong họ Scincidae. Loài này được Werner mô tả khoa học đầu tiên năm 1931.